# Chiloglanis macropterus
Chiloglanis macropterus is een straalvinnige vissensoort uit de familie van de baardmeervallen (Mochokidae). De wetenschappelijke naam van de soort is voor het eerst geldig gepubliceerd in 1975 door Poll & Stewart.